# Монастирище (станція)
Монастирище — проміжна вантажна залізнична станція Шевченківської дирекції Одеської залізниці на неелектрифікованій лінії Козятин I — Христинівка між станціями Оратів (32 км) та Христинівка (31 км). Розташована в селі Сатанівка Уманського району Черкаської області. Станція обслуговує Монастирищенське хлібоприймальне підприємство (на території станції).

## Історія
Станція відкрита 18 (30) грудня 1890 року під час будівництва лінії Козятин I — Умань.

## Пасажирське сполучення
На станції зупинялися лише приміські дизель-поїзди сполученням Козятин I — Христинівка.
З 2020 року скасований рух приміського поїзда сполученням Козятин — Христинівка, тож станція здійснює лише вантажні роботи.